# Polish Open 2016
Die Polish Open 2016 im Badminton fanden vom 23. bis zum 26. März 2016 in Warschau statt.

## Sieger und Platzierte
| Disziplin    | Gold                                        | Silber                                    | Bronze                                       |
| ------------ | ------------------------------------------- | ----------------------------------------- | -------------------------------------------- |
| Herreneinzel | Thomas Rouxel                               | Eetu Heino                                | Hashiru Shimono                              |
| Herreneinzel | Thomas Rouxel                               | Eetu Heino                                | Kanta Tsuneyama                              |
| Dameneinzel  | Delphine Lansac                             | Neslihan Yiğit                            | Olga Konon                                   |
| Dameneinzel  | Delphine Lansac                             | Neslihan Yiğit                            | Yang Li Lian                                 |
| Herrendoppel | Hardianto Kenas Adi Haryanto                | Dechapol Puavaranukroh Kittinupong Kedren | Adam Cwalina Przemysław Wacha                |
| Herrendoppel | Hardianto Kenas Adi Haryanto                | Dechapol Puavaranukroh Kittinupong Kedren | Kohei Gondo Tatsuya Watanabe                 |
| Damendoppel  | Puttita Supajirakul Sapsiree Taerattanachai | Chow Mei Kuan Lee Meng Yean               | Tania Oktaviani Kusumah Vania Arianti Sukoco |
| Damendoppel  | Puttita Supajirakul Sapsiree Taerattanachai | Chow Mei Kuan Lee Meng Yean               | Anastasia Chervyakova Olga Morozova          |
| Mixed        | Robert Mateusiak Nadieżda Zięba             | Tan Kian Meng Lai Pei Jing                | Peter Käsbauer Franziska Volkmann            |
| Mixed        | Robert Mateusiak Nadieżda Zięba             | Tan Kian Meng Lai Pei Jing                | Satwiksairaj Rankireddy Maneesha Kukkapalli  |